# Partit Democràtic (Turquia)
EL Partit Demòcrata (turc Demokrat Parti, DP) és un partit polític de Turquia d'ideologia conservadora i dretana, fundat el 1983 per Süleyman Demirel amb el nom Partit de la Via Recta (Doğru Yol Partisi). Va succeir a l'històric Demokrat Parti i al Partit de la Justícia, dos partits amb ideologies similars que foren clausurats a conseqüència de les intervencions militars de 1960 i 1980, respectivament.
Hi ha hagut quatre governs del DYP des de la seva fundació, un dirigit per Demirel, els altres tres, per la primera dona a arribar al càrrec de Primer Ministre, Tansu Çiller. Des del 2007 al 2018 el partit ha estat extraparlamentari.
El 5 de maig de 2007 es va anunciar que DYP i el Partit de la Mare Pàtria (ANAP) es fusionaven per a formar el Partit Democràtic (Demokrat Parti). Per a aquesta ocasió, el DYP va canviar el seu nom (basat en el partit anterior del mateix nom), i estava previst que l'ANAP s'uniria al recent fundat DP. Poc abans de les eleccions, però, l'intent de fusió va fracassar. Tanmateix, l'ANAP va afirmar que no es presentaria a les pròximes eleccions. Després que a les eleccions de 2007 només obtingués el 6% dels vots, Mehmet Ağar va renunciar com a líder del partit.

## Ideologia
El DYP és vist com un partit de centredreta, kemalista i conservador. Sovint ha estat comparat amb el Partit de la Justícia i el Desenvolupament (AKP) en termes d'estructures similars, encara que cada partit prové de bases considerablement diferents l'una de l'altra. La història del DYP inclou DYP part de l'històric Partit Democràtic, establert el 1946 amb la introducció d'un sistema multipartidista en la política turca, mentre que l'AKP va sorgir de l'escissió de l'ala més moderada de la dissolució del Partit de la Virtut.

## Història
El predecessor del DYP fou el Demokrat Parti, de caràcter conservador i responsable del relaxament a Turquia de les lleis estrictament secularistes. El partit fou suprimit pel cop d'estat de 1960 i refundat novament com a Partit de la Justícia (Adalet Partisi), fins que fou dissolt novament després del cop d'estat de 1980.
Ambdós partits rivalitzaven amb el socialdemòcrata Partit Republicà del Poble. Els militars van enderrocar els seus governs en diverses ocasions: el 1960, el govern d'Adnan Menderes va ser deposat i Menderes mateix va ser executat; el 26 de març de 1971, el govern de Süleyman Demirel va ser amenaçat amb la intervenció militar i obligat a dimitir, i el 12 de setembre de 1980 l'exèrcit va dur a terme un complet cop d'estat, amb supressió de tots els partits polítics, inclòs el DP de Demirel.
El 1983 Demirel va crear el Partit de la Recta Via (Doğru Yol Partisi, DYP), l'antecedent de l'AP - encara conservador, però ara amb una agenda secular. Tanmateix, els governs militar va prohibir el nou partit, el DYP va ser declarat il·legal i els seus membres perseguits. Finalment, el 1987, després que la situació es va calmar, es va legalitzar el partit, i va entrar en la política turca, per primera vegada. Va tenir un gran èxit.

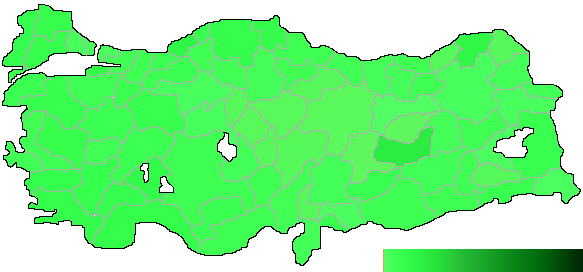
Vots al DP per circumscripció a les eleccions de 2007

A les eleccions legislatives turques de 1991 el DYP va derrotar el Partit de la Mare Pàtria (Anavatan Partisi, ANAP), i al CHP, obtenint la majoria absoluta al Parlament, i Suleyman Demirel fou primer ministre de Turquia un cop més. A les eleccions de 1995, el DYP va guanyar una vegada més. Demirel ja havia estat elegit President de Turquia el 1993 i el nou cap del partit Tansu Çiller, qui va esdevenir la primera dona turca primer ministre.
El 1996 va esclatar l'escàndol de Susurluk i es va trencar el govern de coalició. El líder de l'ANAP, Mesut Yılmaz, va formar una nova coalició amb el DYP, que es va trencar el 1998, i a les eleccions legislatives turques de 1999 va empitjorar encara més els seus resultats. El DYP tenia aleshores un fort reclutament entre la intelligèntsia policial. L'ANAP es va mantenir al poder pactant amb el Partit Democràtic d'Esquerra, mentre que el DYP es va unir a l'oposició del Refah Partisi.
A les eleccions legislatives turques de 2002 va obtenir el 9,55% dels vots, per dessota del 10%, i es quedà sense representació parlamentària en no superar el llindar. Tanmateix, un grapat d'independents s'uniren al partit el novembre de 2004, de manera que tenia 4 escons. Aquesta, xifra, però, no fa que el DYP sigui una força significativa en la política turca, tot i que encara era el tercer partit més gran de Turquia, i especialment influent a les zones rurals. Tansu Çiller va dimitir com a líder del partit després de la derrota electoral de 2002, sent substituït per Mehmet Ağar.
El 5 de maig de 2007 es va anunciar que DYP i el Partit de la Mare Pàtria (ANAP) es fusionaven per formar el Partit Democràtic (Demokrat Parti).Per a aquesta ocasió, el DYP va canviar el seu nom (basat en el partit anterior del mateix nom), i estava previst que l'ANAP s'uniria al recent fundat DP. Poc abans de les eleccions, però, l'intent de fusió va fracassar. Tanmateix, l'ANAP va afirmar que no es presentaria a les pròximes eleccions. Després que a les eleccions legislatives turques de 2007 només obtingués el 6% dels vots, Ağar va renunciar com a líder del partit. El partit es va convertir en residual i en totes les eleccions va obtenir menys de l'1% dels vots i cap escó, fins que en les eleccions 2018 es va presentar en la coalició Aliança Nació i el seu líder Gültekin Uysal va obtenir un escó.

## Resultats electorals

### Eleccions legislatives
| Any       | Lider          | Escons  | Escons | Pos.              |
| Any       | Lider          | Escons  | +/-    | Pos.              |
| --------- | -------------- | ------- | ------ | ----------------- |
| 2007      | Mehmet Ağar    | 0 / 550 | Nou    | Extraparlamentari |
| 2011      | Süleyman Soylu | 0 / 550 | =      | Extraparlamentari |
| Juny 2015 | Gültekin Uysal | 0 / 550 | =      | Extraparlamentari |
| Nov 2015  | Gültekin Uysal | 0 / 550 | =      | Extraparlamentari |
| 2018      | Gültekin Uysal | 1 / 600 | 1      | Oposició          |
| 2023      | Gültekin Uysal | 3 / 600 | 2      | Oposició          |